# Lijst van landdrosten van Tudderen en Elten
Deze lijst bevat de namen van de landdrosten van Tudderen en Elten gedurende de Nederlandse annexatie tussen 1949 en 1963. 

## Tudderen
- 23 april 1949 – 1 augustus 1963: Huub Dassen (1909-1978)

## Elten
- 23 april 1949 – oktober 1961: Adriaan Blaauboer (1906-1961)
- Oktober 1961 – 1 augustus 1963: Hans van Tuyll van Serooskerken (1917-1988)